# Сен-Нікола (Бельгія)
Сен-Нікола — муніципалітет у Бельгії. Розміщується у Валлонському регіоні, у провінції Льєж. Є частиною Великого Льєжа. Станом на 1 січня 2006 кількість населення муніципалітету становила 22 666. Площа 6.84 км².
У місті народилась співачка Сандра Кім, яка здобула перемогу на пісенному конкурсі Євробачення 1986 року, що проходив у місті Берген, Норвегія. Також уродженцями міста є співак Маріо Баравеккія і футболіст Роберто Бісконті.